# Matthew Guglielmetti
Matthew L. Guglielmetti , Jr., detto Matty (1949), è un mafioso statunitense, di origini italiane.
Ex-malfattore di alto rango di Cranston, Rhode Island, fu uno dei capi che guidò la cricca criminale "La Cosa Nostra", sottofamiglia della cricca criminale "famiglia Patriarca", nel New England. Si dice che Guglielmetti lavora tuttora con Luigi Mannochio, capo mafioso di una famiglia criminale.

## Carriera criminale
Guglielmetti è considerato come un bandito di seconda generazione, che cominciò la sua carriera criminale nel 1984, quando lui e suo padre furono arrestati per aver tentato di dirottare un aereo. Nel 1989, mentre la famiglia Patriarca era nel mezzo di una guerra di fazione, Guglielmetti tentò di fare da mediatore di pace, venendo all'attenzione di autorità di rafforzamento. Il 20 ottobre 1989, Guglielmetti fu registrato dall'FBI mentre la famiglia Patriarca condusse una cerimonia di insediamento mafiosa a Medford (Massachusetts). Guglielmetti fece quasi cinque anni di prigione a Sandstone (Minnesota), dopo aver ricattato un suo complice a Hartford, Connecticut. Dopo la scarcerazione, riprese le sue attività criminali e diventò presto proprietario di sale di giochi d'azzardo, apportando ulteriore denaro per la famiglia Patriarca.

## La Hemphill Construction e la Capital City
Nell'aprile 2002, l'FBI mandò una sentinella in una fabbrica del Rhode Island. Si scoprì che si stava creando una società fasulla chiamata "Hemphill Construction" a Johnston. Guglielmetti fece da assistente per la Laborers' International Union of North America (LIUNA), nel Locale 271. Dopo che Hemphill aprì la fabbrica, un agente segreto dell'FBI s'incontrò con Guglielmetti e gli offrì l'opportunità di comprare la società. Infatti, Guglielmetti era socio di Hemphill, i quali videro, nella loro società, molte azioni di profitti e, quindi, molti incassi attraverso affari segreti.
Nel 2003, Guglielmetti divenne capo di una società edile (la Capital City) e fu scelto come imprenditore; la società fu selezionata per la costruzione di un parcheggio, a Warwick, nel Rhode Island, del valore di 5,8 milioni di dollari e di un tunnel, a Narragansett Bay, Rhode Island, del valore di 7 milioni di dollari. Su entrambi i lavori, degli ufficiali statali segnalarono la presenza di alcuni imprenditori locali che, in precedenza, conducevano reati sui loro stessi impiegati. La Capital City era fra le ultime società imprenditrici che facevano, di nascosto, questa richiesta. Però, nulla emerse negli archivi statali, dato Guglielmetti aveva cariche espunte non specificate.
Nell'ottobre 2003, nel Rhode Island, la polizia del Massachusetts visitò il luogo di costruzione di Warwick, segnalando a Guglielmetti di essere stato registrato riguardo ai giochi d'azzardo truccati e di alcuni debiti accumulati. L'FBI ispezionò la sede centrale del Locale 271 e della Capital City il 20 gennaio 2005, a Cranston, Rhode Island. Primi, quel giorno, Guglielmetti e un paio di soci furono arrestati a Johnston.
Il 31 marzo 2005, Matthew Guglielmetti firmò una dichiarazione in cui ammise di aver spacciato più di cinque chilogrammi di cocaina. Qualche mese dopo, Guglielmetti fu condannato ad 11 anni di prigione.